# Synfel
Synfel kan vara av olika slag, några beror på brytningsfel, andra har sin orsak i nedsatt synförmåga på grund av sjukdom, olycka, skador, bristande ackommodationsförmåga m.m.
Bland ögonläkare och optiker räknas fackmässigt endast brytningsmässiga fel (refraktionsfel) som synfel, det vill säga närsynthet, översynthet och astigmatism.

## Brytningsfel
Enkla, så kallade sfäriska synfel, kan korrigeras med sfäriskt slipade linser. Dessa linser har samma styrka i alla riktningar från sitt optiska centrum. Till de enkla synfelen hör både närsynthet (myopi) och översynthet (hyperopi).
Vid översynthet ligger ögats näthinna för nära linsen, och ögat är då lite hoptryckt jämfört med vad det borde vara, medan ögat vid närsynthet är utdraget i horisontell led och näthinnan kommer för långt bort från linsen. Korrektionsglasen i glasögonen är konkava (–) för att korrigera för närsynthet och konvexa (+) för att korrigera översynthet.
Vid astigmatism, där ögats lins bryter ljusstrålar i olika plan olika mycket, ger en sfärisk korrektion oskarpa bilder; oftast upplevs det som om en rund punkt blir oval och suddig bara i en riktning. Korrektionsglasen behöver här vara cylindriska (toriska). 
Det är vanligt att astigmatism uppträder samtidigt med något av synfelen närsynthet och översynthet.

## Nedsatt ackommodationsförmåga

Principiell bild av ackommodation. Vänster: Ögat inställt för seende på långt håll. Höger: När ögat ackommoderar ändras ögonlinsens kurvatur, så att bilden av ett närbeläget föremål avbildas skarpt på näthinnan.

I åldern kring 40 år, har ögonlinsen börjat stelna, så att man får svårare att ackommodera snabbt eller över huvud taget, vilket gör att äldre personer i allmänhet har svårt att se skarpt på nära håll också om synen varit fullgod i yngre år. Denna åldersbetingade synnedsättning (ålderssynthet, presbyopi) ska inte förväxlas med översynthet.
För att korrigera ålderssynthet används glas med olika styrka i olika delar, så att bäraren av glasögonen kan höja och sänka huvudet för att få rätt styrka för rätt synavstånd. Sådana glas kallas progressiva glas om övergången mellan olika styrka är mjuk. Innan tekniken med progressivt slipade glas utvecklats var det vanligt med bi- eller trifokalglas, som istället har avgränsade områden med annan slipning. Sådana glasögon kan kännas obekväma och störande. Ett alternativ är att ha olika glasögon för läsning och för att se på långt håll, vilket många föredrar.
En rubbning i ögats förmåga att ackommodera kan förekomma även i yngre ålder. Detta kan ha fysiologiska orsaker eller bero på till exempel läkemedel.

## Synfel som inte beror på brytningsfel
Utöver synfel på grund av brytningsfel kan många andra orsaker finnas till nedsatt syn, såsom starr och andra ögonsjukdomar, vilka kan ge upphov till dålig syn även med korrektionsglas, synfältsbortfall, dåligt mörkerseende m.m.

## Korrigering med laser
Den första ögonlaserbehandlingen i Skandinavien gjordes redan år 1990. Metoden har blivit mer och mer populär vartefter ingreppet blivit mer riskfritt och mindre smärtsamt än vad det var förut.